# Toby Kebbell

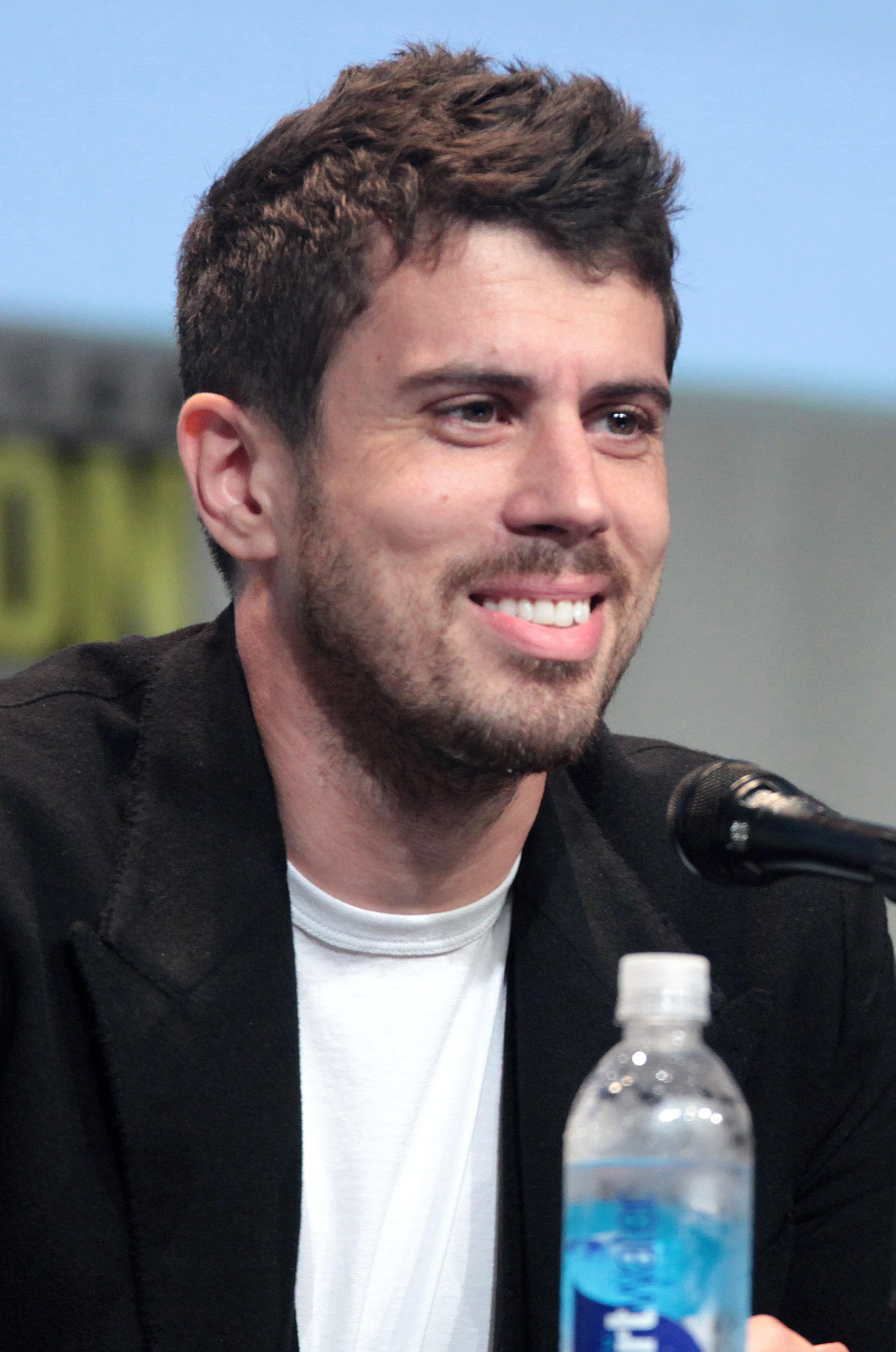
Toby Kebbell (2015)

Tobias „Toby“ Alistair Patrick Kebbell (* 9. Juli 1982 in Pontefract, Yorkshire) ist ein britischer Schauspieler.

## Leben
Internationale Aufmerksamkeit erlangte Kebbell in der Rolle des Anthony im britischen Thriller Blutrache – Dead Man’s Shoes (2004). 2007 gewann Kebbell den BAFTA-Award in der Kategorie Bester Nebendarsteller für seine Rolle in Control.

## Filmografie (Auswahl)
- 2000: Peak Practice
- 2004: Blutrache – Dead Man’s Shoes (Dead Man’s Shoes)
- 2004: Northern Soul
- 2004: Alexander
- 2005: Match Point
- 2005: Shakespeare Told
- 2006: Wilderness
- 2006: Born Equal
- 2007: Control
- 2007: The Commander: Windows of the Soul
- 2007: The Street
- 2008: Rock N Rolla
- 2009: Chéri – Eine Komödie der Eitelkeiten (Chéri)
- 2009: Fast & Furious – Neues Modell. Originalteile. (Fast & Furious)
- 2010: Prince of Persia: Der Sand der Zeit (Prince of Persia – The Sands of Time)
- 2010: Duell der Magier (The Sorcerer’s Apprentice)
- 2010: Die Lincoln Verschwörung (The Conspirator)
- 2011: The Veteran
- 2011: Gefährten (War Horse)
- 2011: Black Mirror (Fernsehserie, Folge 1x03)
- 2012: Zorn der Titanen (Wrath of the Titans)
- 2013: The East
- 2013: The Counselor
- 2013: Der Anwalt des Teufels (The Escape Artist, Miniserie, 3 Folgen)
- 2014: Planet der Affen: Revolution (Dawn of the Planet of the Apes)
- 2015: Fantastic Four
- 2015: Buddha’s Little Finger
- 2016: Warcraft: The Beginning (Warcraft)
- 2016: Ben Hur (Ben-Hur)
- 2016: Sieben Minuten nach Mitternacht (A Monster Calls)
- 2016: Gold – Gier hat eine neue Farbe (Gold)
- 2017: Kong: Skull Island
- 2018: Destroyer
- 2018: Der ägyptische Spion, der Israel rettete (The Angel)
- 2018: The Hurricane Heist
- 2019–2023: Servant (Fernsehserie)
- 2020: Bloodshot
- 2020: Becoming
- 2021: 398 Tage – Gefangener des IS (Ser du månen, Daniel)[1]
- 2023–: For All Mankind (Fernsehserie)